# 雅罗斯拉夫三世·雅罗斯拉维奇

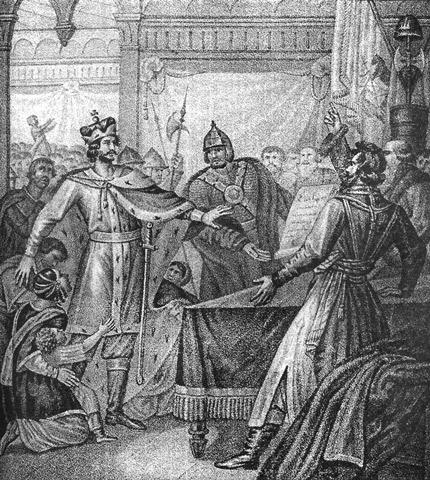
雅罗斯拉夫三世·雅罗斯拉维奇

雅罗斯拉夫三世·雅罗斯拉维奇（俄语：Ярослав III Ярославич，约1230年—1271年9月9日），特维尔的第一位王公，1247年－1271年在位。他也是弗拉基米尔大公（1263年－1271年）。
雅罗斯拉夫·雅罗斯拉维奇是弗拉基米尔大公雅罗斯拉夫二世·弗谢沃洛多维奇的儿子，亚历山大·涅夫斯基的弟弟。1247年，他从叔父手中获得特维尔作为领地。 
1252年雅罗斯拉夫·雅罗斯拉维奇与其兄、弗拉基米尔大公安德烈·雅罗斯拉维奇围攻他们的兄弟亚历山大·涅夫斯基的都城佩列斯拉夫尔-扎列斯基。但是，亚历山大·涅夫斯基得到了金帐汗国的支援，击退了这次进攻；安德烈·雅罗斯拉维奇的大公头衔被夺走，雅罗斯拉夫的家人成为亚历山大的俘虏。雅罗斯拉夫后来被诺夫哥罗德选为王公，以接替亚历山大·涅夫斯基（由于诺夫哥罗德城市贵族力量的强大，他的王公实际上只相当于雇佣军首领）。1258年他去汗国的都城萨莱，希望能得到蒙古人的赏识；两年后，他率军与条顿骑士团作战，以保卫诺夫哥罗德。
在亚历山大·涅夫斯基于1263年去世后，围绕着弗拉基米尔大公的公位展开了激烈的争夺。由于受到金帐汗的支持，雅罗斯拉夫·雅罗斯拉维奇得到了这一尊荣。但是，他的两个竞争者瓦西里·雅罗斯拉维奇（雅罗斯拉夫的另一个弟弟）和德米特里·亚历山德罗维奇（亚历山大·涅夫斯基之子）并未放弃与他争夺公位的努力。
1270年三位王公都率领军队准备打仗，但雅罗斯拉夫最终与他的侄子妥协了。他将诺夫哥罗德让给德米特里统治，并陪同他去金帐汗国请求汗的批准。1271年，雅罗斯拉夫·雅罗斯拉维奇在从汗国返回的途中去世。他的长子斯维亚托斯拉夫·雅罗斯拉维奇继承了特维尔的公位。
| 雅罗斯拉夫三世·雅罗斯拉维奇 留里克王朝出生于：約1230年逝世於：1271年9月9日 | 雅罗斯拉夫三世·雅罗斯拉维奇 留里克王朝出生于：約1230年逝世於：1271年9月9日 | 雅罗斯拉夫三世·雅罗斯拉维奇 留里克王朝出生于：約1230年逝世於：1271年9月9日 |
| 統治者頭銜                                                                 | 統治者頭銜                                                                 | 統治者頭銜                                                                 |
| -------------------------------------------------------------------------- | -------------------------------------------------------------------------- | -------------------------------------------------------------------------- |
| 前任： 無                                                                  | 特維爾公爵 1247年－1271年                                                  | 繼任： 斯維亞托斯拉夫·雅羅斯拉維奇                                         |
| 前任： 瓦西里·亞歷山德羅維奇                                               | 諾夫哥羅德王公 1255年                                                      | 繼任： 瓦西里·亞歷山德羅維奇                                               |
| 前任： 德米特里·亞歷山德羅維奇                                             | 諾夫哥羅德王公 1264年－1271年                                              | 繼任： 德米特里·亞歷山德羅維奇                                             |
| 前任： 亞歷山大·涅夫斯基                                                   | 弗拉基米爾大公 1263－1271                                                  | 繼任： 瓦西里·雅羅斯拉維奇                                                 |